# Пассажировместимость

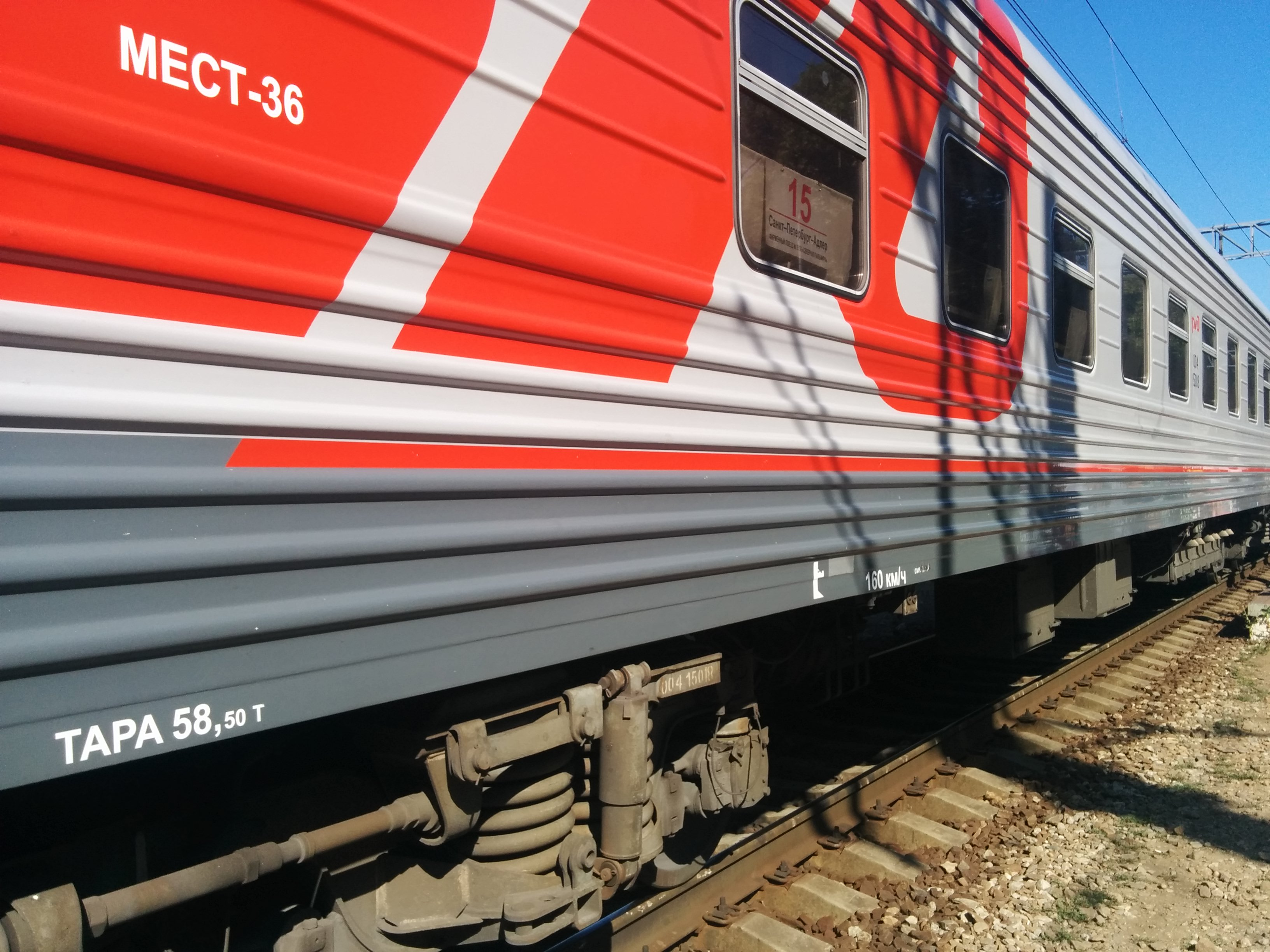
Пассажировместимость вагона 36 человек

Пассажировместимость — количество пассажиров, которые могут передвигаться в транспортном средстве одновременно и продолжительное время. Пассажировместимость характеризует максимальную величину перевозочной работы, которую способно выполнить транспортное средство, и используется для расчета некоторых статистических (экономических) показателей.
Пассажировместимость автобуса рассчитывается как сумма сидячих мест и номинальной вместимости стоящих пассажиров (без учёта обслуживающего персонала). Для автобусов различают предельную и номинальную пассажировместимость.
Пассажировместимость легковых автомобилей и грузовиков — число мест для пассажиров, включая водителя.
Пассажировместимость самолёта — число пассажирских кресел в салонах самолёта. Зависит от плотности компоновки салона и класса устанавливаемых кресел.
Пассажировместимость судна — количество пассажиров, допускаемых к перевозке на данном судне согласно пассажирскому свидетельству.
Пассажировместимость на железнодорожном транспорте — число мест в пассажирском вагоне или поезде. Пассажировместимость указывается на кузове вагона.